# Kåhög
Kåhög – miejscowość (tätort) w Szwecji, w regionie administracyjnym (län) Västra Götaland, w gminie Partille.
Według danych Szwedzkiego Urzędu Statystycznego liczba ludności wyniosła: 871 (31 grudnia 2015), 903 (31 grudnia 2018) i 890 (31 grudnia 2019).